# حوزه انتخابیه سوم آریزونا
حوزه انتخابیه سوم آریزونا یک حوزه انتخابیه مجلس نمایندگان آمریکا است که در ایالت آریزونا قرار دارد.